# Bắn cung tại Đại hội Thể thao Đông Nam Á 1983
Bắn cung tại Đại hội Thể thao Đông Nam Á năm 1983 được tổ chức từ ngày 1 đến 4 tháng 6 năm 1983 tại sân trường Đại học Công nghệ Nanyang (Nanyang Technological Institute Field), Singapore.
Chương trình thi đấu bao gồm các nội dung bắn cung theo thể thức Recurve cho cả nam và nữ, cá nhân và đồng đội. Có tổng cộng 12 nội dung tranh huy chương trong đó có 6 nội dung cho nam và 6 nội dung cho nữ. Đoàn Indonesia với 8 huy chương vàng đã đứng vị trí nhất toàn đoàn.

## Tóm tắt kết quả

### Recurve
| Cá nhân nam  | Donald Pandiangan (2496)                                                                    | Suradi Rikimin (2465)                                                                   | Tatang Ferry Budiman (2421)                                                            |  |  |  |
| 90M          | Donald Pandiangan (561)                                                                     | Suradi Rikimin (536)                                                                    | Tatang Ferry Budiman (529)                                                             |  |  |  |
| 70M          | Suradi Rikimin (621)                                                                        | Donald Pandiangan (618)                                                                 | Tatang Ferry Budiman (607)                                                             |  |  |  |
| 50M          | Donald Pandiangan (640)                                                                     | Suradi Rikimin (628)                                                                    | Tatang Ferry Budiman (622)                                                             |  |  |  |
| 30M          | Suradi Rikimin (680)                                                                        | Donald Pandiangan (677)                                                                 | Vallop Pottaya (666)                                                                   |  |  |  |
| Đồng đội nam | Indonesia (7382) Donald Pandiangan (2496) Suradi Rukimin (2465) Tatang Ferry Budiman (2421) | Thailand (7031) Banchong Dosanee (2351) Vallop Potaya (2349) Sangad Kaewbaidhoon (2331) | Malaysia (6685) John Lee Poh Sen (2266) Abdul Hamid bin Hassan (2241) Micky Lee (2178) |  |  |  |
|              |                                                                                             |                                                                                         |                                                                                        |  |  |  |
| Cá nhân nữ   | Samantha Tan Pek Hoon (2319)                                                                | Nurfitriyana Saiman (2315)                                                              | Zefilia Saiman (2310)                                                                  |  |  |  |
| 70M          | Samantha Tan Pek Hoon (565)                                                                 | Zefilia Saiman (548)                                                                    | Nurfitriyana Saiman (532)                                                              |  |  |  |
| 60M          | Cherrie Valera (581)                                                                        | Nurfitriyana Saiman (580)                                                               | Samantha Tan Pek Hoon (576) Jariya Jingjit (576)                                       |  |  |  |
| 50M          | Zefilia Saiman (577)                                                                        | Nurfitriyana Saiman (575)                                                               | Jenny Darochmai (555)                                                                  |  |  |  |
| 30M          | Cherrie Valera (648)                                                                        | Samantha Tan Pek Hoon (639)                                                             | Jenny Darochmai (638)                                                                  |  |  |  |
| Đồng đội nữ  | Indonesia (6869) Nurfitriyana Saiman (2315) Zefilia Saiman (2310) Jenny Darochmai (2244)    | Thailand (6686) Jariya Jingjit (2273) Usanee Tokahuta (2209) Grit Suksompong (2204)     | Philippines (6643) Cherrie Valera (2269) Carla Cabrera (2222) Ludivina Jamlang (2152)  |  |  |  |

## Bảng huy chương
| Hạng               | Đoàn               | Vàng | Bạc | Đồng | Tổng số |
| ------------------ | ------------------ | ---- | --- | ---- | ------- |
| 1                  | Indonesia          | 8    | 9   | 8    | 25      |
| 2                  | Singapore          | 2    | 1   | 1    | 4       |
| 3                  | Philippines        | 2    | 0   | 1    | 3       |
| 4                  | Thái Lan           | 0    | 2   | 2    | 4       |
| 5                  | Malaysia           | 0    | 0   | 1    | 1       |
| Tổng số (5 đơn vị) | Tổng số (5 đơn vị) | 12   | 12  | 13   | 37      |